# Gotelp
Gotelp (niem. Gotthelf) – wieś  w Polsce, położona w województwie pomorskim, w powiecie chojnickim, w gminie Czersk. 
Wieś pogranicza kaszubsko-borowiackiego. 
Wieś jest siedzibą sołectwa Gotelp, w którego skład wchodzi również miejscowości: Kamionka, Nowa Juńcza, Stara Juńcza, Nowe Prusy, Przyjaźnia i Pustki, Polana.
W latach 1954–1959 wieś należał i była siedzibą władz gromady Gotelp, a po jej zniesieniu należała do gromady Czersk. W latach 1975–1998 miejscowość administracyjnie należała do województwa bydgoskiego.